# 6496 Казуко
6496 Казуко (6496 Kazuko) — астероїд головного поясу, відкритий 19 жовтня 1992 року.
Тіссеранів параметр щодо Юпітера — 3,365.